# Amanda Weir
Amanda Jo Weir (Davenport, 11 de março de 1986) é uma nadadora norte-americana, medalhista olímpica.
Participou dos Jogos Olímpicos de Atenas 2004, obtendo a prata com os revezamentos 4x100 metros livre e medley.
Foi campeã mundial dos 4x100 m medley em Xangai 2011.
Nos Jogos Olímpicos de Londres 2012 conquistou sua terceira medalha olímpica, de bronze com o revezamento 4x100 m livre.